# Авива (стадион)
«Ави́ва» (англ. Aviva Stadium, ирл. Staid Aviva) — регбийный и футбольный стадион в Дублине, Ирландия. Построен на месте стадиона «Лэнсдаун Роуд», вмещает 51 711 зрителей. Права на название стадиона принадлежат группе страховых компаний Aviva. Сделка была заключена в 2009 году сроком на 10 лет с возможностью продления ещё на 5 лет; её стоимость составила 40 миллионов евро. Стадион является домашней ареной для сборных Ирландии по регби и футболу, кроме того здесь проходят матчи различных клубных спортивных турниров. В разные годы на «Авиве» прошли концерты мировых звёзд — Робби Уильямса, Леди Гаги, AC/DC и других.

## Проект и строительство

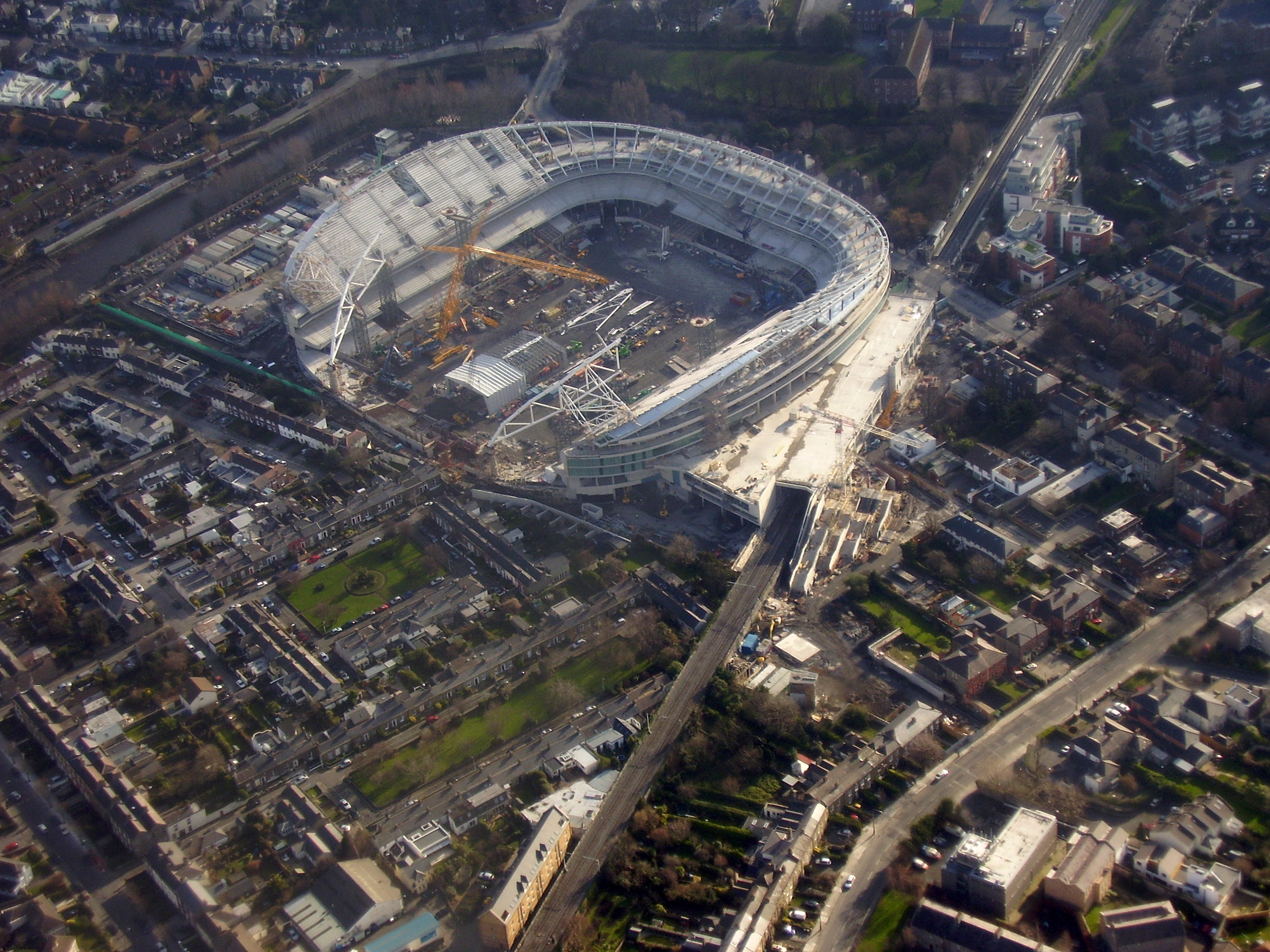
Вид с севера на строящуюся «Авиву», декабрь 2008 года

Разработка проекта стадиона началась в 2005 году архитекторскими фирмами Populous из США (создали экстерьер) и Scott Tallon Walker из Ирландии (создали интерьер). Главной сложностью стало вписать сооружение в окружающий архитектурный ландшафт и ограниченное свободное пространство — архитекторам запретили перемещать близлежащие тренировочные поля местных регбийных клубов и сносить плотную городскую застройку, в том числе и прилегающую станцию DART. По этой причине была разработана асимметричная конструкция стадиона с узкой северной и широкой западной трибунами.
31 января 2006 года на «Лэнсдаун Роуд» был сыгран последний матч. Снос старого стадиона начался в мае 2007 года, а в начале осени начались работы по возведению нового.
Фасад стадиона был собран из подвижных поликарбонатных панелей, что позволяет регулировать уровень проветриваемости. Такие панели также позволяют собирать дождевую воду, которая скапливается в специальных резервуарах под сооружением и позже используется для полива поля. 14 мая 2010 года состоялось официальное открытие стадиона, в котором принял участие премьер-министр Ирландии Брайан Коуэн.

## Спортивные события

### Регби
Клубные соревнования

Первый регбийный матч на «Авива Стэдиум» состоялся 31 июля 2010 года в рамках турнира, по спонсорским причинам носившего название O2 Challenge. До этого спонсор провёл конкурс, победитель которого получил возможность выполнить реализацию и войти в историю как первый человек, который заработал очки на новом стадионе. Победителем конкурса стал Джон Бейкер из города Эннис, выполнивший этот удар за день до матча. В самом состязании встретились комбинированные сборные Ленстера и Ольстера с одной стороны и Коннахта и Манстера с другой. В игре принимали участие только игроки 18—20 лет, а матч закончился разгромной победой первой команды со счётом 68:0. Первые официальные очки на стадионе заработал Крейг Гилрой, который занёс попытку на четвёртой минуте встречи.
Регбийный клуб «Ленстер» проводит на стадионе некоторые свои игры в случае если вместимости «РДС Арены» недостаточно. Так, в Кубке Хейнекен 2010/11 клуб сыграл на «Авиве» три матча: группового этапа против «Клермон Овернь», четвертьфинал против «Лестер Тайгерс» и полуфинал против «Тулузы». В полуфинале Кубка Хейнекен 2011/12 на «Авиве» сыграл «Ольстер». Кроме того, в 2013 году на стадионе прошёл финал Кубка Хейнекен между «Клермон Овернь» и «Тулоном».
Сборная Ирландии

Первый матч сборной Ирландии по регби состоялся на «Авиве» 6 ноября 2010 года против сборной ЮАР в рамках осенних тестовых матчей. Несмотря на статус матча посещаемость составила меньше 36 тысяч человек, что оказалось меньше ожидаемого. Ирландский регбийный союз подвергся критике за свою политику распространения билетов. Первоначально билеты продавались только на 4 матча серии сразу (против сборных ЮАР, Самоа, Новой Зеландии и Аргентины), однако организаторы пошли на уступки и сделали доступными билеты на 2 матча. Несмотря на это, болельщики остались недовольны их высокой ценой (от 150 евро).

### Футбол
Клубные соревнования

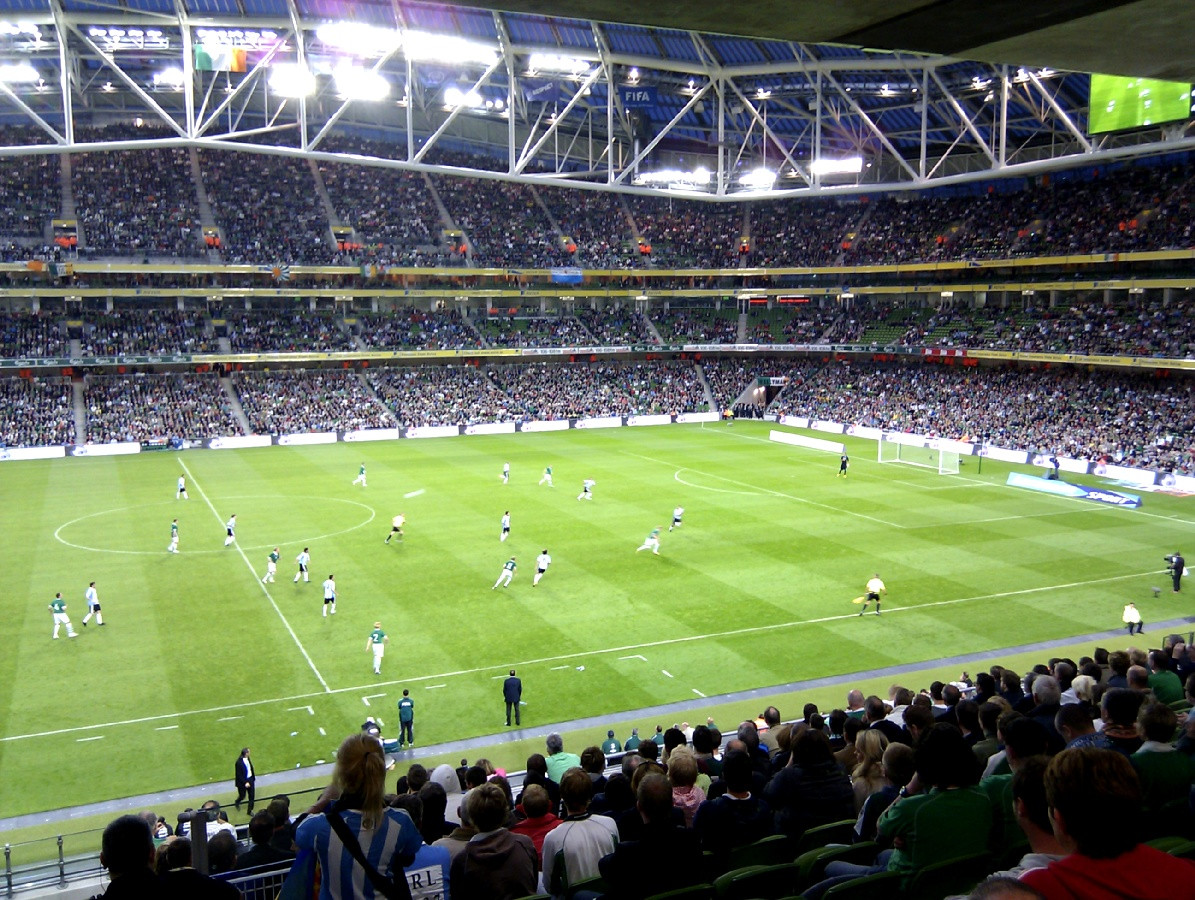
Первый матч футбольной сборной Ирландии на «Авива Стэдиум», в соперниках сборная Аргентины.

Первый футбольный матч на «Авива Стэдиум» прошёл 4 августа 2010 года между сборной, составленной из лучших футболистов Высшего дивизиона Ирландии, и футбольного клуба «Манчестер Юнайтед». Встреча завершилась со счётом 7:1 в пользу подопечных сэра Алекса Фергюсона, а первый футбольный гол на стадионе забил Пак Джи Сун.
18 мая 2011 года на стадионе прошёл финал Лиги Европы УЕФА, в котором встретились португальские клубы «Порту» и «Брага». Матч закончился со счётом 1:0 в пользу «Порту». Во время финала использовалось название стадиона для турниров УЕФА — «Дублин Арена» (англ. Dublin Arena).
Летом 2011 года на «Авиве» прошёл товарищеский турнир Dublin Super Cup 2011, в котором приняли участие «Интер», «Манчестер Сити», «Селтик» и Сборная Высшего дивизиона Ирландии, победителем которого стал клуб из Манчестера. В 2013 году на стадионе прошёл товарищеский матч между «Ливерпулем» и «Селтиком», закончившийся победой шотландцев со счётом 1:0. Через три года «Селтик» сыграл на «Авиве» ещё один товарищеский матч, на этот раз в рамках Международного кубка чемпионов, в котором проиграл «Барселоне» со счётом 1:3.
На «Авива Стэдиум» ежегодно проходит финал Кубка Ирландии по футболу.
16 июля 2021 года, исполнительный комитет УЕФА во второй раз объявил «Авиву» (Дублин Арена) местом финала Лиги Европы УЕФА 2024 года, который прошел 22 мая. В финальном матче итальянская «Аталанта», благодаря хет-трику Адемолы Лукмана, разгромила леверкузенский «Байер» со счётом 3:0. 
Чемпионат Европы по футболу 2020
Изначально стадион планировал провести матчи Чемпионата Европы по футболу 2020 года, но из-за пандемии коронавируса, местные власти отказались от идеи. В апреле 2021 года, исполнительный комитет УЕФА перенёс дублинские матчи на Лондон и Санкт-Петербург. 
Чемпионат Европы по футболу 2028
В октябре 2023 года исполнительный комитет УЕФА объявили Англию, Шотландию, Ирландию и Уэльс — хозяевами Чемпионата Европы по футболу 2028 года. «Авива» (Дублин Арена), как и другие стадионы туманного Альбиона, примет несколько матчей. 
Сборная Ирландии

Сборная Ирландии по футболу сыграла на «Авиве» впервые 11 августа 2010 года в товарищеском матче против сборной Аргентины, закончившемся со счётом 1:0 в пользу гостей. Первым игроком ирландской сборной, забившим мяч на новом стадионе, стал Кевин Килбэн в игре со сборной Андорры.
В феврале и мае 2011 года на «Авива Стэдиум» прошли все шесть матчей Кубка наций, в котором приняли участие сборные Республики Ирландия, Северной Ирландии, Шотландии и Уэльса. Победителем турнира стали хозяева, а лучшим бомбардиром — Робби Кин.

### Американский футбол

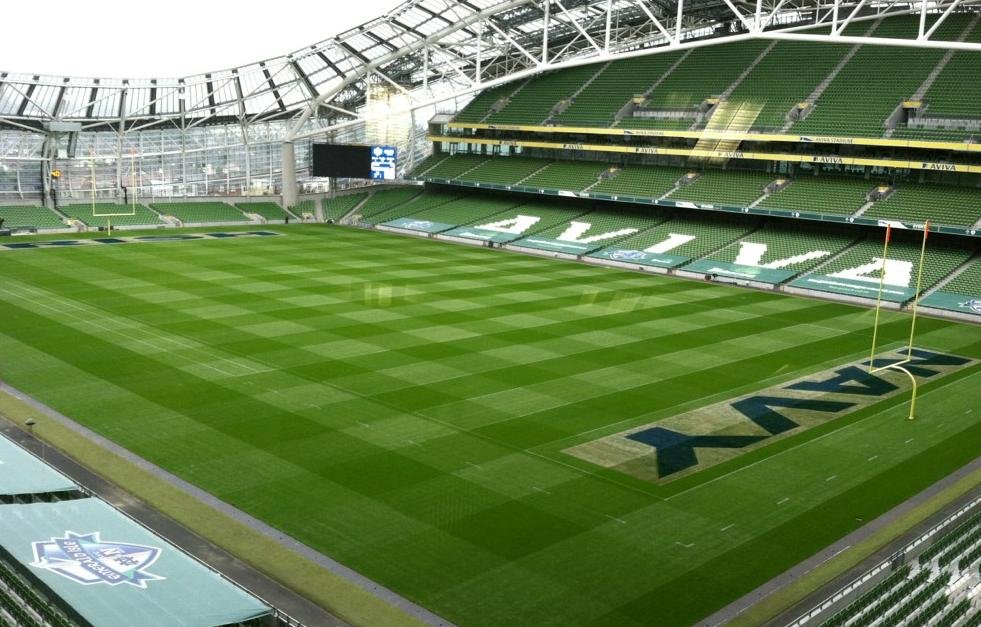
Поле «Авива Стэдиум» перед матчем по американскому футболу.

1 сентября 2012 года на «Авиве» был проведён футбольный матч между командами «Нотр-Дам Файтинг Айриш» из университета Нотр-Дам и «Нэви Мидшипмен» из Военно-морской академии США, встреча считается одной из наиболее принципиальной в университетском футболе США. Встреча закончилась победой «ирландцев» со счётом 50:10.
В августе 2016 стало известно, что университетский футбол вновь вернётся на «Авива Стэдиум» игрой «Джорджия Тек Йеллоу Джэкетс» из Технологического института Джорджии против «Бостон Колледж Иглз» из Бостонского колледжа. Матч был проведён 3 сентября, а команда из Джорджии победила 17:14.

## Транспортная доступность
| Вид транспорта       | Пункт назначения | Маршрут                                              |
| -------------------- | ---------------- | ---------------------------------------------------- |
| Дублинский автобус   | Pembroke Road    | Маршруты 4, 7, 8, 18 — 600 метров пешком до стадиона |
| Дублинский автобус   | Charlotte Quay   | Маршруты 1, 77 — 1.2 километра пешком до стадиона    |
| Luas — Зелёная линия | Charlemont       | 2.2 км пешком до стадиона                            |
| DART                 | Лансдаун Роуд    | В непосредственной близости от стадиона              |